# Johann Lachmayr
Johann Lachmayr (* 24. Februar 1850 in Kremsmünster; † 28. Mai 1915 in Linz-Urfahr) war ein österreichischer Orgelbauer.

## Leben
Lachmayr betrieb in Urfahr eine Orgelbauwerkstatt, die nachweislich mehr als 60 Orgeln gebaut beziehungsweise umgebaut hat. Unter anderem baute er 1904 die Orgel des Stiftes Schlägl um und erweiterte sie. 1948 wurde sie jedoch wieder rückgebaut.
1918 wurde sein Betrieb von Ludwig Mayrhofer fortgeführt.Karl Mitterschiffthaler: Lachmayr, Johann. In: Oesterreichisches Musiklexikon. Online-Ausgabe, Wien 2002 ff., ISBN 3-7001-3077-5; Druckausgabe: Band 3, Verlag der Österreichischen Akademie der Wissenschaften, Wien 2004, ISBN 3-7001-3045-7.

## Werke (Auswahl)
| Jahr | Ort                           | Gebäude                                                      | Bild | Manuale | Register | Bemerkungen |
| ---- | ----------------------------- | ------------------------------------------------------------ | ---- | ------- | -------- | --- |
| 1880 | Ried im Traunkreis            | Pfarrkirche Hl. Nikolaus                                     |      | II/P    | 13       | [ 2 ] |
| 1880 | St. Georgen in der Klaus      | Pfarrkirche St. Georgen in der Klaus                         |      | I/P     | 9        | mechanische Kegellade |
| 1881 | Bad Ischl                     | Evangelische Pfarrkirche                                     |      | I/P     | 8        | nicht erhalten, aktuelle Orgel von 1978 von Bruno Riedl |
| 1882 | Unterach am Attersee          | Pfarrkirche Hl. Bartholomäus                                 |      |         |          | nicht erhalten; |
| 1883 | Mondsee                       | Basilika Hl. Michael                                         |      | II/P    |          | Siehe: Linzer Volksblatt, 7. September 1883. Nicht erhalten. → Neue Orgel von 1999 |
| 1883 | Seitenstetten                 | Stiftskirche Mariä Himmelfahrt                               |      | II/P    | 27       | Umbau und Erweiterung |
| 1884 | Piberbach                     | Evangelische Pfarrkirche Neukematen                          |      | I/P     | 9        | |
| 1886 | Gosau                         | Röm.-kath. Pfarrkirche Hl. Sebastian                         |      | I/P     | 8        | [ 9 ] |
| 1886 | St. Florian am Inn            | Pfarrkirche                                                  |      | II/P    | 18       | [ 1 ] |
| 1886 | Spital am Pyhrn               | Pfarrkirche Mariä Himmelfahrt                                |      | II/P    | 32       | Umbau und Erweiterung |
| 1886 | St. Johann in Engstetten      | Pfarrkirche Engstetten                                       |      | I/P     | 8        | mechanische Schleiflade, nicht erhalten, seit 1952 Orgel von Gebrüder Mauracher |
| 1887 | Altheim                       | Marktkirche Hl. Sebastian                                    |      | I/P     | 7        | [ 12 ] |
| 1887 | Linz                          | Kapuzinerkirche                                              |      |         |          | [ 13 ] [ 14 ] |
| 1887 | Linz                          | Mariä-Empfängnis-Dom                                         |      | II/P    | 34       | 1931 Restaurierung und Erweiterung auf III+P/53 durch Gebr. Mauracher, Linz. →Orgel |
| 1889 | Bad Hall                      | Röm.-kath. Pfarrkirche Hl. Erlöser                           |      | II/P    | 20       | [ 15 ] |
| 1890 | Linz                          | Elisabethinenkirche                                          |      | II/P    | 12       | [ 16 ] |
| 1890 | Linz                          | Karmelitinnenkirche                                          |      |         |          | [ 17 ] |
| 1890 | Nußdorf am Attersee           | Pfarrkirche Hl. Mauritius                                    |      |         |          | [ 18 ] |
| 1891 | Aichkirchen                   | Pfarrkirche Hl. Peter und Paul                               |      | I/P     | 8        | [ 19 ] |
| 1891 | Frymburk nad Vltavou          | Kirche Hl. Bartholomäus                                      |      | II/P    | 13       | [ 20 ] |
| 1892 | Allhaming                     | Pfarrkirche Hl. Georg                                        |      | I/P     | 8        | [ 21 ] |
| 1892 | Engelhartszell, jetzt Rauris  | Stiftskirche Engelszell, seit 1996 in der Pfarrkirche Rauris |      | II/P    | 15       | Die erhaltene Orgel wurde 1996 in ein Gehäuse von Hans Mauracher eingebaut. Maurachers Orgel hatte seit ihrer Erbauung 1886 in der Ursulinenkirche in Salzburg gestanden. 1996 wurden das Gehäuse aus Salzburg und die Orgel aus Engelhartszell nach Rauris gebracht, zusammengefügt und in der dortigen Pfarrkirche aufgestellt. →Orgel |
| 1892 | Oepping                       | Pfarrkirche Hl. Maria Magdalena                              |      | I/P     | 8        | nicht erhalten, aktuelle Orgel aus 1999 von Alfred Führer in Wilhelmshaven |
| 1892 | Putzleinsdorf                 | Pfarrkirche Hl. Vitus                                        |      | II/P    | 16       | [ 23 ] |
| 1892 | St. Oswald bei Haslach        | Pfarrkirche St. Oswald bei Haslach                           |      | I/P     | 8        | |
| 1893 | Hallstatt                     | Röm.-kath. Pfarrkirche Mariä Himmelfahrt                     |      | II/P    | 18       | [ 24 ] |
| 1895 | Oberneukirchen                | Pfarrkirche Hl. Josef in Waxenberg                           |      | I/P     | 7        | nicht erhalten, seit 1996 Orgel von S. F. Blank |
| 1895 | Reichenthal                   | Pfarrkirche Hl. Bartholomäus                                 |      | II/P    | 18       | [ 26 ] |
| 1895 | St. Wolfgang im Salzkammergut | Pfarr- und Wallfahrtskirche                                  |      | II/P    | 22       | nicht erhalten, aktuelle Orgel aus 1980 von Orgelbau Beckerath |
| 1895 | Wolfsegg am Hausruck          | Pfarrkirche Hl. Georg                                        |      | II/P    | 15       | [ 28 ] |
| 1896 | Vichtenstein                  | Pfarrkirche Vichtenstein                                     |      | II/P    | 15       | |
| 1897 | Helfenberg                    | Pfarrkirche Hl. Erhard                                       |      | II/P    | 12       | nicht erhalten |
| 1897 | Laakirchen                    | Pfarrkirche Hl. Margaretha in Lindach                        |      | I/P     | 8        | [ 30 ] |
| 1897 | Linz-Urfahr                   | Bischöfliches Gymnasium Petrinum                             |      | II/P    | 15       | [ 31 ] |
| 1898 | Öhling                        | Pfarrkirche Öhling Hl. Wolfgang                              |      | I/P     | 9        | [ 32 ] [ 33 ] |
| 1898 | Pleissing                     | Pfarrkirche Pleissing Hl. Kunigunde                          |      | I/P     | 6        | [ 34 ] [ 35 ] |
| 1898 | Steyr                         | Evangelische Pfarrkirche Steyr                               |      | II/P    | 18       | [ 36 ] |
| 1898 | St. Michael am Bruckbach      | Pfarrkirche St. Michael am Bruckbach                         |      | I/P     | 10       | nicht erhalten, seit 1988 Orgel von Orgelbau Kögler |
| 1898 | Waidhofen an der Ybbs         | evangelische Pfarrkirche                                     |      | I/P     | 8        | [ 38 ] |
| 1899 | Kremsmünster                  | Filialkirche Hl. Johannes                                    |      | I/P     | 3        | [ 39 ] |
| 1899 | Steyr                         | Marienkirche                                                 |      | II/P    | 13       | [ 40 ] [ 41 ] |
| 1900 | Ampflwang im Hausruckwald     | Pfarrkirche Hl. Martin                                       |      | I/P     | 10       | [ 42 ] |
| 1900 | Stadt Haag                    | Pfarrkirche Haag                                             |      | II/P    | 28       | mechanische Kegellade, nicht erhalten, seit 2001 Orgel von Orgelbau Kögler |
| 1900 | St. Valentin                  | Filialkirche Hl. Maria Magdalena in Rems                     |      |         |          | Orgel in Neorenaissancegehäuse. |
| 1901 | Hainfeld NÖ                   | Pfarrkirche Hainfeld NÖ                                      |      | II/P    | 16       | pneumatische Traktur |
| 1901 | Aigen im Mühlkreis            | Pfarrkirche Aigen im Mühlkreis                               |      | II/P    | 22       | nur Gehäuse erhalten, seit 1997 Orgel von Rieger Orgelbau |
| 1902 | Linz                          | Klosterkirche der Barmherzigen Brüder                        |      | II/P    | 12       | [ 46 ] |
| 1902 | St. Roman                     | Pfarrkirche                                                  |      |         |          | [ 47 ] |
| 1902 | Hainfeld (Niederösterreich)   | Pfarrkirche                                                  |      | II/P    | 18       | Disposition |
| 1903 | Linz                          | Herz-Jesu-Kirche                                             |      | II/P    | 28       | [ 48 ] |
| 1903 | Losenstein                    | Pfarrkirche Hl. Blasius                                      |      | II/P    | 16       | [ 49 ] |
| 1903 | St. Pantaleon NÖ              | Pfarrkirche St. Pantaleon                                    |      | II/P    | 13       | [ 50 ] |
| 1904 | Kollmitzberg                  | Pfarrkirche Kollmitzberg                                     |      | I/P     | 9        | [ 51 ] |
| 1905 | Pöchlarn                      | Pfarrkirche Pöchlarn                                         |      | II/P    | 20       | pneumatische Traktur |
| 1905 | Zissersdorf                   | Pfarrkirche Zissersdorf                                      |      | I/P     | 7        | mechanische Kegellade |
| 1906 | Zeillern                      | Pfarrkirche Zeillern                                         |      | II/P    | 10       | pneumatische Traktur, Gehäuse erhalten, seit 2003 Orgel von Orgelbau Pieringer unter Beibehaltung des Gehäuses |
| 1907 | Krenstetten                   | Wallfahrtskirche Krenstetten                                 |      | II/P    |          | |
| 1910 | Gleiß                         | Klosterkirche Gleiß Heiligstes Herz Jesu                     |      | II/P    | 16       | [ 55 ] |
| 1911 | Großglobnitz                  | Pfarrkirche Großglobnitz                                     |      | I/P     | 8        | [ 56 ] |
| 1912 | Niederkappel                  | Pfarrkirche Hl. Andreas                                      |      | II/P    | 20       | [ 57 ] |
| 1912 | Zwettl NÖ                     | Spitalskirche                                                |      | I/P     | 6        | pneumatische Traktur |
| 1912 | St. Peter in der Au           | Pfarrkirche Kürnberg                                         |      | II/P    | 10       | Orgel in neobarockem Gehäuse. |
| 1913 | Haslach an der Mühl           | Pfarrkirche Hl. Nikolaus                                     |      | II/P    | 17       | nicht erhalten, aktuelle Orgel aus 1973 von Bruno Riedl |
| 1914 | Oberhautzental                | Wallfahrtskirche Oberhautzental                              |      | II/P    | 13       | Die Orgel wurde 1935 von Linz nach Oberhautzental übertragen und reduziert. |
| 1915 | Biberbach                     | Pfarrkirche Hl. Stephanus                                    |      | I/P     | 11 (10)  | [ 62 ] |